# مصطفى فال
مصطفى فال (بالفرنسية: Moustapha Fall)‏ مواليد 3 فبراير 1992 في باريس، هو لاعب كرة سلة فرنسي. بدأ مسيرته الاحترافية في سنة 2011. يلعب مع إلان شالون في الدوري الفرنسي لكرة السلة الدرجة الأولى كلاعب وسط. يحمل الرقم 10.

## المسيرة الاحترافية
لعب مع بواتييه باسكت 86 من سنة 2011 إلى 2014، ثم لعب مع نادي موناكو لكرة السلة في موسم 2014–2015، ثم لعب مع إلان شالون في الدوري الفرنسي في سنة 2016.

## روابط خارجية
- مصطفى فال على موقع الدوري الأوروبي لكرة السلة (الإنجليزية)
- مصطفى فال على موقع كرة السلة الأوروبية.كوم (الإنجليزية)
- مصطفى فال على موقع ريلجم (الإنجليزية)
- مصطفى فال على موقع بروبوليرز (الإنجليزية)
- مصطفى فال على موقع سبورتس رفرنس (الإنجليزية)
- مصطفى فال على موقع أوليمبيديا (الإنجليزية)